# Гайструк Валерія
Вале́рія Гайстру́к (* 1998) — українська фігуристка.

## З життєпису
Народилась 1998 року у місті Київ. Почала кататись у віці 4 років. Разом з Олексієм Олійником виграла Чемпіонат України з фігурного катання на ковзанах-2016.
Вони посіли 14-те місце на Чемпіонаті світу серед юніорів 2015 року в Таллінні, і 26-те місце на Чемпіонаті Європи 2016 року в Братиславі. Їх тренувала Тумановська-Чайка Марія Миколаївна.